# Albert Malbert
Albert Malbert est un acteur français né le 27 février 1914 à Bordeaux (Gironde), et mort le 10 août 1972 à Bergerac (Dordogne).

## Filmographie

### Années 1930
- 1933 : 14 juillet de René Clair
- 1933 : Matricule 33 de Karl Anton
- 1933 : Vive la compagnie de Claude Moulins : le sergent major
- 1933 : Deux picon-grenadine de Pierre-Jean Ducis
- 1933 : La Prison de Saint-Clothaire de Pierre-Jean Ducis
- 1934 : Madame Bovary de Jean Renoir
- 1934 : Les Bleus de la marine de Maurice Cammage
- 1934 : Le Cavalier Lafleur de Pierre-Jean Ducis : Bouju
- 1934 : La crise est finie de Robert Siodmak : le commissaire
- 1934 : L'Or dans la rue de Kurt Bernhardt : un examinateur
- 1934 : Une nuit de folies de Maurice Cammage : le cabaretier
- 1934 : L'École des détectives, court métrage de Jean Delannoy
- 1934 : Les Géants de la route ou La Belle Vie, court métrage de Pierre-Jean Ducis
- 1934 : Quatre à Troyes de Pierre-Jean Ducis
- 1934 : Un petit trou pas cher de Pierre-Jean Ducis
- 1935 : Baccara d'Yves Mirande : le cafetier
- 1935 : Deuxième Bureau de Pierre Billon
- 1935 : La Famille Pont-Biquet de Christian-Jaque
- 1935 : Ferdinand le noceur de René Sti : un client du café
- 1935 : Les Gaietés de la finance de Jack Forrester : le gardien de nuit
- 1935 : Haut comme trois pommes ou Le Village en folie de Ladislas Vajda et Pierre Ramelot : le patron
- 1935 : Jim la Houlette de André Berthomieu
- 1935 : Retour au paradis ou Vacances de Serge de Poligny
- 1935 : Un soir de bombe de Maurice Cammage
- 1935 : La Clef des champs, court métrage de Pierre-Jean Ducis
- 1935 : Le Crime de monsieur Pégotte, court métrage de Pierre-Jean Ducis
- 1936 : L'Argent de Pierre Billon
- 1936 : Bach détective de René Pujol : le gendarme
- 1936 : Le Coupable de Raymond Bernard : l'agent
- 1936 : Courrier sud de Pierre Billon
- 1936 : Les Jumeaux de Brighton de Claude Heymann : le barman
- 1936 : Mademoiselle Docteur ou Salonique nid d'espions de Georg-Wilhelm Pabst
- 1936 : Moutonnet de René Sti
- 1936 : Tout va très bien madame la marquise de Henry Wulschleger : le domestique
- 1937 : Les Dégourdis de la 11e de Christian-Jaque : Sallé, le troisième dégourdi
- 1937 : Forfaiture de Marcel L'Herbier : Le Gall
- 1937 : Nuits de feu de Marcel L'Herbier : le cocher
- 1937 : Passeurs d'hommes de René Jayet
- 1937 : La Tragédie impériale ou Raspoutine de Marcel L'Herbier : le policier
- 1937 : Trois Artilleurs au pensionnat de René Pujol
- 1938 : Le Temps des cerises de Jean-Paul Le Chanois
- 1938 : Carrefour ou L'Homme de la nuit de Kurt Bernhardt : le concierge
- 1938 : Les Disparus de Saint-Agil de Christian-Jaque : Alexis, le menuisier
- 1938 : Hôtel du Nord de Marcel Carné : un client du restaurant
- 1938 : Une java de Claude Orval
- 1938 : Prince de mon cœur de Jacques Daniel-Norman
- 1938 : La Route enchantée de Pierre Caron
- 1938 : Tricoche et Cacolet de Pierre Colombier : l'acteur
- 1938 : Trois Artilleurs à l'opéra d'André Chotin
- 1938 : Remontons les Champs-Élysées de Sacha Guitry et Robert Bibal : un policier
- 1939 : La Famille Duraton de Christian Stengel : le pharmacien
- 1939 : Le jour se lève de Marcel Carné : un agent
- 1939 : Louise de Abel Gance : un charpentier
- 1939 : Menaces ou Cinq jours d'angoisse de Edmond T. Gréville : le chauffeur de taxi
- 1939 : Nord-Atlantique de Maurice Cloche
- 1939 : Pièges de Robert Siodmak
- 1939 : Le Veau gras de Serge de Poligny

### Années 1940
- 1940 : La Comédie du bonheur de Marcel L'Herbier
- 1940 : L'Empreinte du dieu de Léonide Moguy
- 1940 : Faut ce qu'il faut ou Monsieur Bibi de René Pujol
- 1940 : Ils étaient cinq permissionnaires de Pierre Caron : le chef de gare
- 1941 : Annette et la Dame blonde de Jean Dréville : le gardien de prison
- 1941 : Le Dernier des six de Georges Lacombe : le patron du garni
- 1941 : Montmartre-sur-Seine de Georges Lacombe
- 1941 : Pension Jonas de Pierre Caron : le garde
- 1942 : Vie privée, de Walter Kapps : le directeur du journal
- 1942 : L'assassin habite au 21 de Henri-Georges Clouzot : le chauffeur de taxi
- 1942 : Des jeunes filles dans la nuit de René Le Hénaff
- 1942 : La Fausse Maîtresse de André Cayatte : le cocher
- 1942 : Fou d'amour de Paul Mesnier : Émile
- 1942 : Le Grand Combat de Bernard Roland : le patron du bistrot
- 1942 : L'Homme qui joue avec le feu de Jean de Limur : le clochard
- 1942 : L'Honorable Catherine de Marcel L'Herbier : un agent
- 1942 : Le journal tombe à cinq heures de Georges Lacombe : un marin
- 1942 : Mariage d'amour d'Henri Decoin : le facteur
- 1942 : Pontcarral, colonel d'Empire de Jean Delannoy : un déménageur
- 1942 : Poste 1, court métrage de Pierre Ramelot et Raymond Bisch
- 1943 : La Main du diable  de Maurice Tourneur : Verdure
- 1943 : Au Bonheur des Dames de André Cayatte : le cafetier
- 1943 : Monsieur des Lourdines de Pierre de Hérain
- 1943 : La Collection Ménard de Bernard Roland : un représentant de la famille Ménard
- 1943 : Le corbeau de Henri-Georges Clouzot : le Suisse
- 1943 : L'Escalier sans fin de Georges Lacombe : Masson
- 1943 : Feu Nicolas de Jacques Houssin : un huissier
- 1943 : Graine au vent de Maurice Gleize
- 1943 : Tornavara de Jean Dréville : Olaf
- 1943 : Le Val d'enfer de Maurice Tourneur : Combarmoux
- 1943 : Vautrin de Pierre Billon : le cocher de Nucingen
- 1943 : Le Voyageur sans bagages de Jean Anouilh : Lacassagne
- 1944 : Mademoiselle X de Pierre Billon
- 1945 : Boule de Suif de Christian-Jaque : le cocher
- 1946 : L'Arche de Noé de Henry Jacques : le portier
- 1946 : Le Bateau à soupe de Maurice Gleize
- 1946 : La Revanche de Roger la Honte de André Cayatte
- 1947 : Éternel Conflit de Georges Lampin : le patron du café
- 1947 : Le Village perdu de Christian Stengel : Paturet
- 1947 : Si j'avais la chance, court métrage de Louis Cuny
- 1948 : Cartouche, roi de Paris de Guillaume Radot : le policier
- 1948 : Clochemerle de Pierre Chenal : Beausoleil
- 1948 : Le Crime des justes de Jean Gehret
- 1948 : La Ferme des sept péchés de Jean Devaivre : un paysan
- 1949 : Tabusse de Jean Gehret
- 1949 : Au revoir monsieur Grock de Pierre Billon
- 1949 : L'Héroïque Monsieur Boniface de Maurice Labro : le bistrot
- 1949 : Plus de vacances pour le Bon Dieu de Robert Vernay
- 1949 : Le 84 prend des vacances de Léo Joannon : le cantonnier
- 1949 : Rendez-vous de juillet de Jacques Becker

### Années 1950
- 1950 : Amour et Compagnie de Gilles Grangier : l'homme sandwich
- 1950 : Véronique de Robert Vernay : Le gardien
- 1950 : Les Anciens de Saint-Loup de Georges Lampin
- 1950 : L'Étrange Madame X de Jean Grémillon : le chauffeur de taxi
- 1950 : Justice est faite de André Cayatte
- 1950 : Sans laisser d'adresse de Jean-Paul Le Chanois : le concierge des HLM
- 1950 : Sous le ciel de Paris de Julien Duvivier : le rémouleur
- 1950 : Un sourire dans la tempête de René Chanas : Courrier
- 1953 : Dortoir des grandes d'Henri Decoin